# Ligne 6 du métro de Shanghai
Pour les articles homonymes, voir Ligne 6.
La ligne 6 du métro de Shanghai est une des douze lignes du réseau métropolitain de la ville de Shanghai, en Chine.